# Rio Mouro
O Mouro é um rio português que nasce em Lamas de Mouro, Melgaço, resultado da junção das três nascentes, todas nesta freguesia: uma em Cabeça do Pito, outra na Portela do Lagarto e a última na Trincheira. 
Desde os 1.200 metros de altura, onde nasce, até à sua confluência na margem esquerda do Rio Minho, em Ponte de Mouro, Monção, percorre 32,7 quilómetros.
Entre a nascente e a foz, o rio Mouro passa por Parada do Monte, Gave, Riba de Mouro, Tangil, Segude e Ceivães.